# Mimoclystia annulifera
Mimoclystia annulifera là một loài bướm đêm trong họ Geometridae.